# Vlahi
Vlahi (albansko Vllehë, starogrško Βλάχοι, srbsko Власи) je prvotno splošno ime, s katerim so južni Slovani po svoji naselitvi na Balkanu imenovali staroselsko prebivalstvo: kolonizirane Romane, romanizirane Ilire, Tračane in druge. Ime je kasneje dobilo tudi druge pomene.
Ime Vlah izvira iz poimenovanja keltskih plemen: Rimljani so jih imenovali Volcae, Germani pa *Walhōz. Kasneje je naziv *Walhōz (srednje visokonemško Walch, od koder so tudi pridevniki walhisch, voelsch'), postal splošen naziv za Kelte, po romanizaciji Galije pa za Romane – Francoze, Italijane, Retoromane in Romune. Slovani so ime prevzeli delno od Germanov, delno od Bizantincev (grško βάλαχος). V našem okolju se v obliki Lah naziv uporablja tudi za Italijane. Nekateri viri iz 13. stoletja z imenom Vlah poimenujejo tudi Dubrovčane in ostale prebivalce jadranskih obalnih mest, ker je tam živelo še nekaj romanskih prebivalcev.
Naziv Vlah se je prav gotovo najpogosteje uporabljal za manjše skupine romansko (romunsko) govorečega, večinoma nomadskega prebivalstva Balkana od Makedonije do Kvarnerskega zaliva. Razen s splošnim imenom Vlahi so jih imenovali tudi Romuni, Aromuni, Cincarji, Čiči (istrski Vlahi), Morovlahi (Morlaki), Karavlahi, Kucovlahi, Karavuni, Karavunci, Karakačani, Meglenski Vlahi itd.
Pravni položaj Vlahov je bil ponekod določen s posebnimi zakonskimi določili (Dušanov zakonik, Zakonik cetinskih Vlahov). Vlahi so počasi opustili nomadski način življenja: najprej so začeli prezimovali v zasilnih naseljih (katunih), od 15. stoletja dalje pa so živeli v stalnih vlaških vaseh. Lastnikom pašnikov so morali plačevati davke (travarina, del prirasta živine) ali opravljati razna dela, na primer pasti živino svojega fevdalnega gospoda.
Vlahi so na ozemlju Balkana že davno opustili svoj jezik (razen v istrski Čičariji) in prenehali obstojati kot posebna etnična skupina, vendar so za seboj pustili mnogo, predvsem geografskih imen, na Slovenskem na primer Laško. Vlahi živijo danes samo še v osmih vaseh v Čičariji, kjer so deloma ohranili tudi romunski jezik, prisotni so v večjem številu še v Makedoniji, Albaniji in Grčiji. Makedonski Vlahi (Cincarji) sami sebe imenujejo Arm'nj (iz latinskega Romaus, Rimljan). Živijo večinoma v mestih (Kruševo, Bitola), nomadske Cincarje pa imenujejo tudi Karavunci, Karaguni, Karakačani ali Kucovlahi. Vlahi so v Albaniji in Grčiji znani tudi pod nazivom Aromuni.
Meglenski Vlahi živijo pod planino Kožuv. Bavijo se pretežno  s poljedelstvom in se od Cincarjev razlikujejo po jeziku, noši in običajih.

## Vir
- Opća enciklopedija JLZ